# روشنا احمدی
روشنا احمدی (۱۳۸۲ - شهریور ۱۴۰۱) یکی از معترضان در خیزش ۱۴۰۱ ایران بود که در بوکان توسط نیروهای نظامی حکومت جمهوری اسلامی با ضربات باتوم به قتل رسید. او همچون مثل حدیث نجفی به یکی از قدرت‌مندی زنان و اعتراضات مداوم علیه حکومت ایران تبدیل شد.